# アリーナ・オブ・ヴァラー
『アリーナ・オブ・ヴァラー』（英語: Arena of Valor、中国語: 傳說對決）は、TiMi Studiosが開発し、テンセントゲームズがAndroid、iOS、Nintendo Switch向けに中国本土外に配信するマルチプレイヤーオンラインバトルアリーナ（MOBA）。2018年9月時点で、本作は中国国外で1億4000万ドル以上の収益を上げている。Arena of Valorは2018年アジア競技大会、2019年東南アジア競技大会、2021年アジアインドア・マーシャルアーツゲームズにおいてデモンストレーションスポーツの一環として取り上げられた6つのeスポーツコンピュータゲームの一つである。
日本では2018年9月25日にNintendo Switch用ダウンロードソフトとして「Arena of Valor」の配信が開始された。2018年11月6日には日本語版公式ホームページがオープンし『伝説対決 -Arena of Valor-』の事前登録受付を開始、11月28日からDeNAがスマートフォン（iOS / Android）向けに配信を開始した。2021年12月9日より『伝説対決 -Arena of Valor-』から『アリーナ・オブ・ヴァラー』にタイトルを変更した。

## ゲームプレイ
Arena of Valorは、モバイル向けの3Dのマルチプレイヤーオンラインバトルアリーナ（MOBA）である。ゲームには複数のモードがあり、主にグランドバトル、バレー・スカーミッシュ、アビサル・クラッシュの3つのモードがある。プレイヤーは平均で12～18分程度の対戦試合を行い、試合ではプレイヤーはマップ上の敵タレットを破壊することを目指し、敵のコアを破壊することが勝利条件となる。 
Arena of Valorの全体的なゲームプレイは、テンセントの子会社であるライアットゲームズが開発・配信するMOBA『League of Legends』に酷似している。 
プレイヤーはヒーローと呼ばれるキャラクターを操作し、各ヒーローには独自の能力がある。ヒーローは低レベルでゲームを開始し、ゴールドと経験値（XP）をさまざまな方法で獲得できる。例として、ミニオンやモンスターなどの非プレイヤーのモンスターを殺す、他のプレイヤーを倒す、構造物を破壊する、時間を使って受動的に行動する、ショップで購入できる特別アイテムを使うことなどである。経験値を獲得することで能力が解放、強化され、ヒーローはより強力になる。ショップで購入したアイテムは次の試合に持ち越されないため、すべての試合で開始時は全プレイヤーは対等な立場にある。 
試合ではプレイヤーに様々なヒーローやアルカナの購入に使えるゴールドなどの報酬を付与する。これに加えて、プレーヤーは「ランク試合」をプレイできることができ、ランク試合では自分のスキルレベルに合ったプレイヤーとマッチングし、ゲーム内の「ランク」で評価される。スターは勝利すると獲得し、負けると失われる。 

### ゲームモード
本作には様々なゲームモードがあり、その中でグランドバトルまたはランク試合として知られる5v5は最も人気がある。
バレー・スカミッシュはかなり小規模のマップを用いた3対3のゲームモード。このモードでは両チームともタレットとコア基地は一つしかない。これらのゲームはより早く試合を行うように設計されており、通常4～6分で終了する。
アビサル・クラッシュは5v5のゲームモードで、ランダムに選択されたヒーローがプレイヤーに与えられる。プレイヤーは一度だけ再回転して別のヒーローを受け取ることができる。ゲームマップのアビスキャニオンにはレーンが1つだけあり、レーンの両端に2つのタレットとコア基地が接続されている。デフォルトの5v5モードではない特定の制限があり、アイテムは基地を離れる前または死亡時にのみ購入でき、チーム基地でのヒーローの治癒は無効になる。各タレットの隣に出現する体力再生ルーンはヒーローに少量の体力回復効果を提供する。 
フックウォーズは毎週水曜日、金曜日、日曜日にプレイできるパーティー/エンターテイメントゲームモードの1つ。ゲームマップであるトレジャーベイは、2つの連結された大きな船で構成されている。このモードでは、ミニオン、タレット、ベースはない。各プレイヤーは特殊能力としてフックを使用することができ、対向船または離れたところにいる敵をつかむことができる。プレイヤーはマップの中央にあるコントロールゾーンを占拠し、一定期間（カウンターが100％に達するまで）ゾーンを保持することを目指す。ゾーン内に立っているプレイヤーの数に応じて、占拠率は増加する。 

### ヒーローの種類
2020年6月16日現在、Arena of Valorには101人のヒーローがいる。Arena of Valorでは、ヒーローは多数のカテゴリーに分かれており、それぞれが異なる役割を果たす。最も顕著な違いはヒーローが与えるダメージの種類である。一部のヒーローは物理的なダメージを与えるが、アーマーの状態で相殺が可能で、他のヒーローは主に魔法のダメージを与えるが、魔法耐性によって相殺できる。ヒーローによっては両方の種類のダメージを与えるものもいれば、アーマーと魔法耐性では対抗できない「真の」ダメージを与えるヒーローもいる。すべてのヒーローは6つのカテゴリーのいずれかに分類され、一部のヒーローは複数のカテゴリを重複している。 
- マークスマン：「ADキャリー/ADC」としても知られるマークスマンは、通常は主に自動攻撃によって物理的なダメージを与える遠隔攻撃型ヒーローである。このヒーロータイプは持続的なダメージを与えるため、チーム戦で敵の体力を減らすのに役立つ。また、タレットなどの目標を破壊することにおいても非常に有用である。しかし、彼らは多くの場合壊れやすく脆弱である。マークスマンの例としてTel'Annas、ValheinおよびYornがいる。
- メイジ：メイジは「APキャリー/APC」として知られている。これらのヒーローは大量のバースト魔法ダメージを与える。一部のメイジは虚弱だが、一部のメイジはそれぞれのアイテム化に応じてより耐久性がある。メイジには、遠くからダメージを与える遠距離型ヒーローと近距離からダメージを与える近接型ヒーローが混在している。メイジの例として、Lauriel、LilianaおよびTulenがいる。
- アサシン：これらのヒーローは、大量のダメージを素早く与えるように設計されており、多くの場合体力は高くない。アサシンは、敵のマークスマンやメイジだけでなく、他の虚弱なヒーローを捜して、早急に排除する。彼らはまた、殺戮を続ける敵を停止させる役目がある。彼らは機動性が高く、脆弱な敵目標に集中するためのバーストダメージを有している。アサシンの例として、Murad、NakrothおよびZillがいる。
- タンク：タンクは大量のHPを持ち、通常チームのためにダメージを吸収できるように完全に防御的に構築されたヒーローである。結果として、彼らはダメージを殆ど与えないことが多い。しかし、彼らは敵チームの動きを抑制できるアビリティ「群衆制御」を持っていることが多い。これに加えて、彼らはこれらのアビリティを使用してチーム戦を開始したり、敵チームが味方のマークスマンやメイジなどの優先度の高い標的を攻撃するのを防ぐことができる。タンクの例として、Xeniel、Thane、Toroがいる。
- ウォーリア：ダメージディーラーとタンクの属性を融合させたヒーローで、適度な生存能力と相応のダメージを兼ね備えている。ウォーリアは通常、体力、防御、攻撃ダメージのバランスが取れており、近接戦の決闘者に選ばれることが一般的である。そのため彼らは長期間の戦闘に耐え、継続的な持続的ダメージを与えることに優れている。ウォーリアは万能であり、1対1のシナリオでは非常に強い傾向がある。ウォーリアの例としてFlorentino、RourkeおよびOmenがいる。
- サポート：ヒーリング、味方へのバフ（移動速度バフなど）、敵チームへのデバフ（気絶など）、またはこれらの組み合わせによって、チームの他のメンバーを支援する能力を持つヒーロー。サポートヒーローはゲーム序盤のレーン段階でマークマンとペアになることが多く、サポートはミニオンを殺さずにパートナーの支援と敵のヒーローを苦しめることに専念する。マークスマンはゲーム序盤では弱いことが多く、生き残るために支援を必要とするので、サポートヒーローは通常味方のマークスマンを支援する。サポートの例としてAlice、Annette、およびKrizzixがいる。

プレイヤーはヒーローのステータスとプレイスタイルに大きな影響を与えるアイテムを購入できる。その例として、ウォーリア/アサシンの二重クラスのゼフィスがいる。彼は失われた体力の割合に基づいて、受けるダメージに対するダメージ減少を増加させるパッシブアビリティを持っている。攻撃的なアイテムのみを購入した場合、彼は多くのダメージを与えるが、生存可能性に影響を与える体力と防御力の量は少なくなる。ゼフィスが攻撃アイテムと防御アイテムのミックスを購入した場合、顕著なダメージを与えながらチームのためにダメージを受ける事ができる。ゼフィスが防御アイテムのみを購入する場合、彼はダメージ軽減パッシブを最大限に高めることができ、タンククラスのキャラクターのようにほとんどの状況で死ぬことは文字通り不可能になるが、与えるダメージの量は劇的に少なくなる。 
この種類のプレイスタイルはすべてのヒーローに適用でき、タンクはウォーリアとして、メイジはサポートとして、またその逆も可能。

## 開発
『伝説対決 -Arena of Valor-』（旧称：Strike of Kings）は、中国本土以外の市場向けに『王者栄耀』を国際的に翻案した作品である。2015年、テンセントはライアットゲームズに交渉し、マルチプレイヤーオンラインバトルアリーナ（MOBA）ゲームの『League of Legends』をモバイル作品化するように依頼した。しかし、ライアットゲームズは、League of Legendsのゲームプレイはスマートフォンでは再現できないと主張し拒否した。テンセントは独自のモバイルMOBAゲームである『Wangzhe Rongyao』（『王者栄耀』と大まかに訳される）の制作に取り掛かり、2015年11月26日に同作をリリースした。それにもかかわらず、数人のライアットゲームズの従業員は、王者栄耀のキャラクターとアビリティのデザインが「League of Legendsの知的財産を露骨に盗用している」と見なし、これらの懸念をテンセントに持ち込んだと伝えられている。テンセントは、League of Legendsとは関係のないスタンドアロン製品として販売できるように独自のゲームを十分に変更すると回答した。これにもかかわらず、王者栄耀はすでにこの時点で中国で大規模な人気を得ていた。テンセントはゲームに大幅な変更を加えるのは遅すぎると感じたため、王者栄耀は必要な小さな変更のみを行い、中国本土以外でのゲームの国際的なリリースでは異なるコンテンツを特徴とするものにすることを決定し、それ故にArena of Valorの制作につながっていった。 
Arena of Valorは王者栄耀と同じエンジンとユーザーインターフェイスのデザインで、TiMi Studiosが開発しテンセントゲームズが欧米市場向けに配信している。Garenaはゲームの雰囲気を西洋化するために開発チームに加わっている。ゲーム内キャラクターは、中国の民間伝承や中国の神話から着想を得たキャラクターから、ヨーロッパの民間伝承や他国の神話から着想を得たキャラクターへと入れ替わり、ラブクラフトのホラー、スチームパンク、ハイ・ファンタジー、剣と魔術などのさまざまな要素を組み合わせて中国本土以外のユーザーにアピールしている。ゲーム内のキャラクターの外観は、GarenaがS2 Gamesから買収したMOBAゲーム『Heroes of Newerth』のキャラクターのデザインを再利用・刷新したものがほとんどであった。 
Arena of Valorには、テンセントとTiMi Studiosが開発したサードパーソン・シューティングゲーム『槍神紀』のバタフライ、バイオレット、ミナなどの一部キャラクターも登場する。これらのキャラクターは、彼らが初登場した元のゲームとは伝承が異なっている。さらにArena of ValorはDCユニバース、『魂斗羅』やWiro Sablengのキャラクターとのクロスオーバー協力など、他のフランチャイズと複数のコラボレーションを行っている。本作はゲームの宣伝のためにKFCおよび『ソードアート・オンライン』とコラボしており、それぞれのフランチャイズのマスコットがスキンとしてゲーム内に登場した。 
テンセントは当初、DCコミックスとコラボする前のArena of Valorの開発初期段階で、マーベル・コミックのキャラクターをフィーチャーすることを意図しており、 （ゲームの名称がMarvel Super Heroes MOBAでの）クローズドベータテスト を行った。最初のゲームでは、バタフライ、バイオレット、ミナ、ヴァルハイン、ザニスなどのテンセントの一部のIPキャラクターがマーベルのキャラクターとクロスオーバーした。しかし、マーベルはライセンスを取り戻し、テンセントはゲームの終了を余儀なくされた。その後、TiMi Studiosは開発を最初からやり直してゲームを再設計し、現在のArena of Valorの外観を制作しなければならなかった。テンセントはDCコミックスと交渉して、代わりにDCのキャラクターをゲームに登場させた。 
Arena of Valorのサウンドトラックは、アメリカの音楽アーティスト、マシュー・カール・アールが作曲したもので、王者栄耀の中国の楽器を使ったオリジナル曲とは異なる雰囲気を醸成している。 
Arena of Valorは地域ごとにさまざまなパブリッシャーが存在している。Arena of Valorは、2週間のクローズドベータテスト期間を経て、2016年10月14日にGarenaによって最初に台湾で配信された。2017年10月17日、Garenaはゲームコミュニティの大半がモバイルゲームをプレイしているマレーシア、シンガポール、フィリピンでArena of Valorを配信した。Garenaは、これら3ヶ国を1つのサーバーに統合することを決定した。韓国では、2017年4月26日にネットマーブルが同作を配信した。同作は、2017年8月10日にテンセントによって欧州市場で配信され 、2017年12月19日に北米とラテンアメリカのモバイルアプリストアで配信された。2018年6月28日、テンセントは抜き打ちで「アジアサーバー」を実装した。このサーバーには、オーストラリア、ニュージーランド、ミャンマー、ラオス、カンボジア、ブルネイが含まれていた。日本では、DeNAがテンセントと協力して、2018年11月28日に本作の日本語版『伝説対決 -Arena of Valor-』を配信した。 
このゲームは、2017年9月のNintendo Direct中にNintendo Switch向けに配信されることが発表された。2018年6月から7月の間にプラットフォームでクローズドベータ版が利用可能になり 、参加者はキャラクターの1人のゲーム内専用スキンを受け取った。本作は、2018年9月25日にプラットフォームでローンチされることが確認されている。 
テンセントゲームズがEngadgetに語ったところによると、彼らは本作のNintendo Switch移植版はプラットフォーム用に強化及び最適化されており、ゲーム機の処理能力とハードウェアの特徴を活かして、グラフィックやアニメーションの改善、照明の改善、より滑らかなライン、蝶のような細かいディテールの追加など、様々な変更が施されていることを明らかにした。さらに、従来の操作方法で大画面でプレイできるようにいくつかの調整が行われ、キャラクターのステータスが再設定された。これらの変更のため、Nintendo Switch版とモバイル版のクロスプレイはできない。テンセントゲームズはNintendo Switch版をベースにした対戦イベントを計画している。
ライアットゲームズは、テンセントとの関係が依然として強固であり、彼らとゲームの対立は「一過性の小さな問題」にすぎないことをほのめかした。2017年7月には、ライバルゲーム『モバイル·レジェンド: Bang Bang』のデベロッパー「Moonton」に対して、同作とLeague of Legends間の類似性を理由に著作権侵害で訴訟を提起した。ライアットゲームズは、Mobile Legendsの作品名が、League of Legendsと紛らわしく聞こえると訴えた。この訴訟は当初、フォーラム・ノン・コンヴィニエンスを理由として米国カリフォルニア州中央地方裁判所が却下した。テンセントは親会社として、ライアットゲームズに代わりMoontonのCEOのWatson Xu Zhenhuaを直接標的にした新たな別件の訴訟を上海第1中級人民裁判所に提起した。2018年7月にテンセントに有利な判決が出され、テンセントに290万米ドル（1940万人民元）の和解金が与えられた。この訴訟は一般的に「LoL vs MLBB」として有名であり、モバイル・レジェンドが『League of Legends』を違法に盗用したことを口コミで有名にすることで、モバイル・レジェンドのブランド全体に大きな対社会関係上のダメージを与えようとするものであった。 
王者栄耀とArena of Valorは両作とも人気、プレイヤー層、大規模なEスポーツシーンを増加させていき、ライアットゲームズはその後、MOBAジャンルのモバイル市場の可能性に気づき、認めた。ライアットゲームズは最終的に、League of Legendsの10周年を迎える2019年10月16日に独自のモバイルMOBAゲーム『League of Legends: Wild Rift』を発表した。

## Eスポーツ

### 国際トーナメント
Arena of Valorのトーナメントは多くの地域で行われており、各地域では以下に挙げる独自の地域リーグがある。台湾：「Garena Challenger Series Pro League」 (GCS)、タイ：「Realm of Valor Pro League」(RPL) 、ベトナム：「Arena of Glory」 (AOG) 、インドネシア：「Arena of Valor Star League」(ASL) 、マレーシア、シンガポール、フィリピン：「Arena of Valor: Valor Cup」(AVC)、欧州、北米、ラテンアメリカ：「Arena of Valor: Valor Series」 (AVS)、日本：「Arena of Valor Japan League」(AJL)。
また、Arena of Valorは「Arena of Valor International Championship」（AIC）と「Arena of Valor World Cup」（AWC）の二つの世界選手権トーナメントも毎年開催されている。AICは世界中のチームが参加し、各Eスポーツ組織の利益と栄光を獲得するためのトーナメントであり、AWCは自国を代表して国旗を掲げて参加するトーナメントである。
最初のAICは2017年11月23日から11月26日まで韓国で開催された。このイベントは3600万人以上のオンライン視聴者を集め、世界のモバイルゲーム記録を更新し、モバイルのEスポーツの代表的なスタンダードになっている。数か月間アジアのモバイルゲームランキングの上位を占めていた本作は、欧州でGoogle Playの「Best of 2017 Game」賞を受賞している。第二回AICトーナメントは2018年11月23日から12月16日にタイで行われた。このトーナメントは参加チームが16チームに増加し、タイトルと賞金総額60万米ドルの分け前を競った。第三回 AICトーナメントは2019年の11月5日から11月24日までタイで開催された。このトーナメントでは1人のプレイヤーが各チームを代表し、勝者が5000ドルを獲得するという全く新しい1対1の対戦が追加された。
最初のArena of Valor World Cup (AWC)トーナメントはアメリカ合衆国ロサンゼルスで2018年7月17日から7月28日まで開催された。賞金総額50万ドルは、AWCをゲーム史上最大級のEスポーツトーナメントの一つにした。（台湾・香港・マカオ）、タイ、ベトナム、（マレーシア・シンガポール・フィリピン）、インドネシア、韓国、北米、ラテンアメリカ、欧州の計9つの地域が大賞を競った。加えて、トーナメント主催者はAWCに参加するワイルドカードチームを3チーム選んだ。第二回AWCトーナメントは2019年6月24日から7月14日までベトナムのダナンで開催され、賞金総額は前回と同額の50万ドルだった。また、第二回AWCは2018年11月30日に日本サーバーを導入して以来、AOV国際トーナメントに日本が初めて参加することとなった。
2020年の第3回Arena of Valor World Cupは[[新型コロナウイルス感染症の流行 (2019年-)|新型コロナウイルス感染症の流行]]により中止された。
Arena of Valor2018年にインドネシアで開催されたアジア競技大会のEスポーツデモイベントの一部であった。8カ国が各地域予選を経て参加し、インドネシアが自動的に開催国となった。他のEスポーツイベントとは異なり、中央・西アジアの予選はない。

### 東南アジア競技大会 2019
Arena of Valorは2019年の東南アジア競技大会のメダルイベントとして含まれるゲーム作品の一つだった。

## 称賛
Arena of Valorは第15回Game Audio Network Guild Awardsで「Best Music in a Casual/Social Game」を受賞し、「Best Original Instrumental」にノミネートされた。また2017年のHollywood Music in Media Awardsで「Original Score – Video Game」、NAVGTRアワードで「Original Dramatic Score, New IP」、2018年のゴールデンジョイスティックアワードで「Best Competitive Game」、ゲーマーズ・チョイス・アワードで「Fan Favorite Mobile Game」にノミネートされた。『Arena of Valor: Flip the World』は第9回Hollywood Music in Media Awardsで「Song/Score - Mobile Video Game」を受賞し、ゲーム自体と『王者栄耀2.0』は第10回Hollywood Music in Media Awardsで同部門にノミネートされた。本作はまた、Pocket Gamerのモバイルゲームアワードの「Best Mobile Sport」にノミネートされ、一方『王者栄耀2.0』は第18回Annual Game Audio Network Guild Awardsで「Best Music in a Casual Game」を受賞し、「Best Sound Design in a Causal/Social Game」にもノミネートされた。